# Lorna Hood
Elizabeth Lorna Hood (* 1953 in Irvine, Ayrshire) ist eine Pfarrerin der Church of Scotland. Sie war 2013/14 Moderatorin der Generalversammlung ihrer Kirche.

## Biografie
Nach dem Besuch der Primarschule qualifizierte sich Hood für die Kilmarnock Academy. Hier wurde die Grundlage des späteren Studiums an der University of Glasgow gelegt, das sie mit einem Master-Grad in Geschichte und Religionsphilosophie (Principles of Religion) abschloss. Hoods Mutter starb, als sie 15 war, den Vater verlor sie mit 19 Jahren. Als sie von der Church of Scotland zum Theologiestudium zugelassen worden war, jobbte sie in Kanada und wurde von der dortigen Presbyterianischen Kirche in eine einsam gelegene, kleine Gemeinde entsandt, wo sie als Erstsemester die Aufgaben einer Pastorin wahrzunehmen hatte. Diese Monate prägten sie.
Nach ihrem Vikariat in der St Ninian’s Corstorphine Church in Edinburgh wurde sie 1978 ordiniert. 1979 trat Hood ihre erste Stelle als Gemeindepfarrerin in Schottland an. Über 37 Jahre arbeitete sie in der Renfrew North Parish Church. Sie war auch langjährige Krankenhausseelsorgerin im Royal Alexandra Hospital, Paisley, wo sie neue Formen der Begleitung von Frauen nach einer Fehlgeburt entwickelte.
2010 wurde Lorna Hood zu einem von zehn Chaplains to The Queen in Scotland ernannt. 2013/14 wurde sie zur Moderatorin der Generalversammlung der Church of Scotland gewählt. Mit einer schottischen Delegation besuchte sie 2013 Srebrenica. Gespräche mit den Hinterbliebenen und die Schwierigkeiten bei der Aufarbeitung des Genozids waren für Hood prägende Erfahrungen. Sie gehörte dem Vorstand der schottischen Organisation Remembering Srebrenica an und wurde für ihr Engagement 2017 mit dem Order of the British Empire ausgezeichnet.